# Тэйлор, Дэнни
Дэнни Тэйлор (англ. Danny Taylor; род. 28 апреля 1986, Плимут, Девон) — канадский и белорусский хоккеист, играющий на позиции вратаря.

## Биография
Имеет канадское, британское и белорусское гражданства.
Тейлор был задрафтован 137-м в общем зачете командой OHL Guelph Storm в 2002 году. Он играл в сезоне 2002—2003 с командой CJHL Cumberland Grads. Тейлор сыграл свой сезон новичка OHL 2003—2004 в качестве второго ведущего вратаря шторма Адама Денниса. Тейлор выиграл чемпионат OHL в конце сезона. Он был задрафтован в седьмом раунде «Лос-Анджелес Кингз» в 221-м общем зачете драфта НХЛ 2004-05 годов. в сезоне 2004/05 разделил оборонительную ответственность сначала с Деннисом, а затем с Райаном Макдональдом, который был заменен на его место. В своем последнем сезоне OHL в 2005—2006 годах Тейлор играл за «Кингстон Фронтенакс», где он был явным вратарем первого выбора и в среднем набирал 57 очков в матчах регулярного чемпионата. В 2004 году был выбран 221-й в общем зачете на драфте НХЛ «Лос-Анджелес Кингз».
В сентябре 2006 года подписал трехлетний контракт новичка с «Лос-Анджелес Кингз». Он провел свой первый сезон в ECHL в 2006-07 годах, представляя целых три команды: Bakersfield Condors, Wheeling Nailers и Texas Wildcatters.
В сезоне 2007/08 играл в основном за «Манчестер Монаркс» АХЛ, где одержал 23 победы в регулярном чемпионате, 13 ничьих, пять ничьих в регулярном сезоне и два поражения. Он сыграл четыре нулевых матча. Тейлор был выбран игроком месяца АХЛ в январе 2008 года, а также был выбран игроком недели. Тейлор также сыграл свой первый матч в НХЛ в этом сезоне. Он дебютировал в НХЛ 29 марта 2008 года в матче против «Даллас Старз», когда вышел на замену в третьем периоде вместо Эрика Эрсберга. Тейлор пропустил два гола, и в итоге команда проиграла со счетом 7:2. Он также представлял команду ECHL «Reading Royals» в течение сезона, где Тейлор играл в основном в весеннем плей-оффе 2008 года.
В сезоне 2009—2010 подписал контракт с «Сиракьюз Кранч».
В сезоне 2009—2010 годов Тейлор подал заявку в команду АХЛ Сиракьюз Кранч через отбор, но пропустил девять матчей и перешел в команду ECHL Gwinnett Gladiators на оставшуюся часть сезона. Осенью 2010 года он посетил тренировочный лагерь «Коламбус Блю Джекетс» и подал заявку на контракт с НХЛ, который Тейлор так и не получил. Затем он подал заявку на место в команду Springfield Falcons, где Тейлор сыграл четыре матча, но покинул команду в ноябре после того, как пропустил контракт. Всего через несколько дней он подписал контракт, который охватывал оставшуюся часть сезона 2010—2011 с Гамбург Фризерс, играющими в Немецкой хоккейной лиге.
В конце осени Тейлор подал заявку на игру за команду АХЛ Провиденс Брюинз после посещения тренировочного лагеря команды. Примерно через неделю он перешел на пробу в «Cincinnati Cyclones» ECHL, Тейлор получил продление контракта с командой, но был отдан в аренду «Спрингфилд Фэлконс» на уровне лиги перед своей первой игрой. Тейлор сыграл десять матчей, но после возвращения к Cincinnati Cyclones он снова остался без единой игры за команду. Тогда Тейлор подписал контракт с командой АХЛ Abbotsford Heat на оставшуюся часть сезона 2011—2012 в декабре. В августе 2012 года он подписал с командой продление контракта на один год.
В сезоне 2018/19 Тэйлор защищал ворота «Сибири». Сыграл в 33 матчах.
С 2019 года играл за ХК «Динамо» Минск. В составе Динамо в сезоне 2019/20 Дэнни сыграл 20 матчей. До этого он уже играл в составе «Динамо» в сезоне 2014—2015, который был одним из наиболее успешных в истории команды.